# Il Brasile e gli Italiani
Il Brasile e gli Italiani é um livro publicado em abril de 1906 pelo jornal Fanfulla, reconhecida publicação de imigrantes italianos de São Paulo no Brasil. Um exemplar desta obra encontra-se no acervo da biblioteca do Instituto Cultural Ítalo-Brasileiro, na cidade brasileira de São Paulo.